# 180 (szám)
A 180 (száznyolcvan) a 179 és 181 között található természetes szám.
A 180 előáll 6 egymást követő prímszám összegeként:
19 + 23 + 29 + 31 + 37 + 41
és nyolc egymást követő prímszám összegeként is:
11 + 13 + 17 + 19 + 23 + 29 + 31 + 37
Az első 24 egész szám Euler-függvény értékeinek összege 180:
{\displaystyle \sum _{i=1}^{24}\varphi (i)=180}
Erősen összetett szám: több osztója van, mint bármely nála kisebb számnak. Az első olyan szám, amelynek pontosan 18 osztója van. A 180 osztható az osztóinak a számával.
Erősen bővelkedő szám: osztóinak összege nagyobb, mint bármely nála kisebb pozitív egész szám osztóinak összege. Szuperbővelkedő szám.
A szögeket fokban (°) mérve a 180° az egyenesszög, melynek szárai egy egyenest alkotnak, a szárak közé rajzolt körív félkört alkot. A 180° megfelel a radiánban mért π-nek. Euklideszi geometriákban a háromszög belső szögeinek összege 180°. (Hiperbolikus geometriákban a háromszög belső szögeinek összege mindig kisebb, elliptikus geometriákban mindig nagyobb, mint 180°).
A 180 Harshad-szám, mert osztható a tízes számrendszerben vett számjegyeinek összegével.

α + β + γ = 180°